# Lijst van voetbalinterlands China - Duitsland
Deze lijst van voetbalinterlands is een overzicht van alle officiële voetbalwedstrijden tussen de nationale teams van China en Duitsland. De landen speelden tot op heden twee keer tegen elkaar. De eerste ontmoeting, een vriendschappelijke wedstrijd, werd gespeeld in Hamburg op 12 oktober 2005. Het laatste duel, eveneens een vriendschappelijke wedstrijd, vond plaats op 29 mei 2009 in Shanghai.

## Wedstrijden
| № | Plaats   | Datum           | Competitie        | Wedstrijd         | Uitslag |
| - | -------- | --------------- | ----------------- | ----------------- | ------- |
| 1 | Hamburg  | 12 oktober 2005 | Vriendschappelijk | Duitsland – China | 1 – 0   |
| 2 | Shanghai | 29 mei 2009     | Vriendschappelijk | China – Duitsland | 1 – 1   |

## Samenvatting
| Competitie        | Totaal gespeeld | Winst China | Gelijk | Winst Duitsland | Doelsaldo China – Duitsland |
| ----------------- | --------------- | ----------- | ------ | --------------- | --------------------------- |
| Vriendschappelijk | 2               | 0           | 1      | 1               | 1 – 2                       |
| Totaal            | 2               | 0           | 1      | 1               | 1 – 2                       |

Wedstrijden bepaald door strafschoppen worden, in lijn met de FIFA, als een gelijkspel gerekend.

## Details

### Eerste ontmoeting
| Vriendschappelijk (Hamburg, Duitsland, 12 oktober 2005): |       |       |
| Duitsland                                                | 1 – 0 | China |
| Torsten Frings 51' (pen.)                                | goals |       |